# Округ Алегени (Мериленд)
Алегени (енгл. Allegany County) је округ у америчкој савезној држави Мериленд.

## Демографија
По попису из 2010. године број становника је 75.087, што је 157 (0,2%) становника више него 2000. године.
| Група             | 2000.          | 2010.          |
| Белци             | 69.340 (92,5%) | 66.195 (88,2%) |
| Афроамериканци    | 4.006 (5,3%)   | 6.028 (8,0%)   |
| Азијати           | 390 (0,5%)     | 568 (0,8%)     |
| Хиспаноамериканци | 571 (0,8%)     | 1.085 (1,4%)   |
| Укупно            | 74.930         | 75.087         |